# Palazzo del Fiorino
Il Palazzo del Fiorino è un edificio di antica origine nobiliare che sorge a Verolanuova (BS). Oggi è sede del municipio.

## Cronologia essenziale
L'antica dimora nasce tra la fine del XVI e l'inizio del XVII secolo come palazzo fortificato dai conti Gianfrancesco e Brunoro Gambara.
Gli stili architettonici che l'edificio rivela, pur essendo omogenei, possono far riconoscere le varie fasi costruttive: le parti più antiche del palazzo sono la torre sul lato meridionale, il corpo di fabbrica attualmente occupato dalla biblioteca, il primo piano e il pianterreno porticato riconducibili invece al '500.
Al '600 risalgono invece il piano superiore e la balaustra adorna.
Il palazzo dopo essere stato dimora della famiglia Gambara passò dopo l'epoca napoleonica alle famiglie Ghisi e Rovetta.

## Descrizione
L'impianto decorativo del palazzo con statue, affreschi e stemmi ricorda le origini, le imprese ed il potere della famiglia Gambara.
La facciata principale del palazzo è lineare e si presenta su tre piani: al piano terra si trovano i portici con dieci archi sorretti da colonne doriche. Il primo piano è caratterizzato da finestre sormontate da timpani triangolari e poligonali intervallate da lesene ioniche, mentre l’ultimo piano si presenta con finestre separate da  figure antropomorfe che sostengono le mensole che reggono il cornicione.
All'interno ci sono degli ambienti decorati con affreschi sia sulle pareti che sui soffitti. Alcuni di questi affreschi sono stati realizzati dal pittore cremonese Giovanni Battista Trotti.